# 深堀鍋島家
深堀鍋島家（ふかほりなべしまけ）は、江戸時代の武家で、肥前国佐賀藩の家老で、肥前国彼杵郡深堀領主。本姓は平氏。元来の名字は深堀。鎌倉時代から続く肥前国の国人領主深堀氏の名跡を継ぐ家である。佐賀藩主鍋島氏の外戚・重臣石井氏の一門である。家紋は鍔に小槌、丸に三つ鱗。

## 由緒
戦国時代の肥前国俵石城主深堀純賢（三浦氏の子孫）の養子となった鍋島茂賢（鍋島直茂の養子鍋島茂里の弟）を初代とする。もともと、深堀氏は独立した大名であったが、豊臣秀吉の勘気に触れ、改易の危機に瀕する。そのとき、旧知の直茂の取り成しによって改易・家名断絶を免れたことがきっかけで、鍋島氏の与力となり、続いてその家臣になった。その際、鍋島氏の一門である石井氏から、純賢の継室に大宝院（石井忠俊の娘）を迎え、連れ子の石井孫六（後の鍋島茂賢）を養子に迎えた。これが、深堀鍋島家の起こりである。
藩政時代は、肥前国深堀領6,000石を領し、知行地が長崎の至近であったため、佐賀藩の長崎警護の現場指揮を管掌した。明治維新の廃藩まで存続した。地元では「深堀の殿様」と称されている。

## 菩提寺
- 妙玉寺（佐賀市）
- 菩提寺（長崎市）